# Mark Grayson
Mark Grayson, alias Invincible, est le personnage principal et éponyme du comic Invincible.

Mark Grayson est un garçon tout à fait normal à ceci près que son père Nolan Grayson est en réalité Omni-Man, le plus grand super-héros que la Terre possède, et que Mark a hérité de ses pouvoirs. C'est donc tout naturellement qu'il va suivre les traces de son père en devenant un super héros à son tour.
Mark apprendra à utiliser ses pouvoirs et tout changera lorsque son père, ayant tué les Gardiens du Globe, est démasqué et ralenti par Cecil Stedman alors qu'il tente de retrouver son fils. Il expliquera sa vraie nature à son fils et lui demandera de l'aider à conquérir la planète, ce qu'il refuse.
Il s'ensuit un des combats les plus légendaires. Laissant son fils pour mort, Omni-Man s'enfuit dans l'espace.
Mark survivra à ses blessures et se remettra en selle en tant que super-héro, malgré une relation amoureuse compliquée.
Plus tard il recevra la visite d'un extra-terrestre lui demandant de l'aide car sa planète est menacée par un météore. Ceci était en fait un stratagème de son père pour le faire venir sur sa nouvelle planète. Il lui présentera son petit-frère Oliver Grayson malgré la réticence de Mark.
Trois viltrumites prirent alors d'assaut la planète. Le combat qui s'ensuivit se terminera par une égalité. Nolan sera emmené pour être exécuté et Mark, s'étant bien battu, se verra confier la mission initiale de son père.